# Скотт Доні
Скотт Доні (англ. Scott Donie, 10 жовтня 1968) — американський стрибун у воду.
Призер Олімпійських Ігор 1992 року, учасник 1996 року.